# Aglaophenia svobodai
Aglaophenia svobodai är en nässeldjursart som beskrevs av Ansin Agis, Ramil och Vervoort 200. Aglaophenia svobodai ingår i släktet Aglaophenia och familjen Aglaopheniidae. Inga underarter finns listade i Catalogue of Life.